# 大丁黃
大丁黃（学名：Euonymus laxiflorus），又名疏花卫矛、大疔黃、大汀黃、山杜仲、疏花杜仲，为卫矛科卫矛属的常綠灌木/小喬木，高度可達4（13英尺）。分布于越南、台湾以及中国大陆的福建、贵州、云南、江西、广西、湖南、香港、广东等地，生长于海拔250米至1,600米的地区，见于山上、山腰及路旁林中。藥用可消腫，台灣賽德克族及布農族用其製作弓。